# Etničke grupe Rusije
Etničke skupine Rusije (oko 142 499 000 prema UN Country Population iz 2007.) čini otprilike 160 naroda.
- Abazini, 38 000
- Abhazi, 11 000
- Adigejci, 120 000
- Adžarci, 198 000
- Aguli, 28 000
- Ainu, 1700
- Ahvahi 5900
- Ajsori (Asirci), 14 000
- Albanci Toski, 300
- Aleuti, 600
- Altajci (Ojroti), 66 000
- Alutor, 40
- Andijci (Qwannab), 22 000
- Arčinci, 100
- Armenci, 1 114 000
- Avarci, 746 000
- Azeri (Sjeverni Azeri), 622 000
- Bagulali (Kvanadini), 6200
- Balkarci, 81 000
- Baludži (Zapadni), 300
- Baškirci, 1 650 000
- Bežtinci (Kapuča), 2800
- Bjelorusi, 803 000
- Botlihi, 4200
- Britanci, 6100
- Bugari, 32 000
- Burjati, 439 000
- Cahuri, 9900
- Čamalali, 4900
- Čečeni, 1 342 000
- Česi, 3000
- Čelkani (Šalgani), 800
- Čerkezi
- Čukči, 16 000
- Čuvaši 1 614 000
- Darginci, 503 000
- Didojci, 6600
- Dolgani, 6600
- Dungani, 800
- Džati, 46 000
- Enci (Jenisejski Samojedi)
- Eskimi
  - Yupik, 400
  - Sibirski Eskimi, 2000
- Estonci, 28 000
- Eveni (Lamuti), 7200
- Evenki (Tunguzi), 29 000
- Finci, 34 000
- Francuzi, 800
- Gagauzi, 12 000
- Giljaki (Nivhi), 700
- Ginuhci, 500
- Godoberi, 100
- Goldi (Nanajci)
- Gorski Židovi (Judeo-Tati; Dagh Chufuti), 3000
- Gunzibci, 1900
- Hakasi, 75 000
- Halha Mongoli, 3000
- Hanti (Ostjaci), 14 000
- Hrvati, 400
- Hvaršini, 100
- Indopakistanci, 4 900
- Ingri (Ižori), 400
- Inguši (Galgajevci), 406,000
- Iranci, 3900
- Iteljmeni, 3000
- Jakuti, 438 000
- Japanci, 800
- Jukagiri
  - Južni Jukagiri, 700
  - Oduli (Sjeverni Jukagiri), 2000
- Kabardinci, 384 000
- Kalmici, 172 000
- Karačajevci, 150 000
- Karagasi (Sajanski Samojedi), 700
- Karaim, 400 (etničkih 5000 u Litvaniji)
- Karakalpaci, 2000
- Karatinci, 6800
- Karelijci, 92 000
- Kazahi, 654 000
- Kereki, 10 (po SIL-u 400)
- Keti (Jenisejski Ostjaci) 200
- Kirgizi 32 000
- Komi-Permjaci, 140 000
- Komi-Jazva, 4200
- Komi-Zirjani, 289 000
- Korejci, 149 000
- Korjaci (Nimilani), 8900
- Kubanci, 700
- Kumandinci, 3000
- Kumici 417 000
- Kurdi (Kurmandži), 20 000
- Lakci (Kazikumuhci), 155 000
- Laponci, nekoliko skupina
  - Kildin, 1,000
  - Skolt, 500
  - Ter, 400
- Letonci (Latvijci), 29 000
- Litvanci, 44 000
- Ludijci (Lüüdilaized, Lyydiläiset), 5600
- Lezgini, 406 000
- Mađari, 3900
- Marijci
  - Brdski, 133 000
  - Livadski, 579 000
- Mandarinski Kinezi, 35 000
- Menoniti, 112 000
- Moldavci, 170 000
- Mordvini
  - Erzja
  - Mokša
- Negidali, 800
- Nenci (Juraki)
- Nganasani (Tavgi), 500
- Nijemci, 112 000
- Nizozemci, 400
- Nogajci, 90 000
- Olonec, 14 000
- Oroči, 900
- Orok, 400
- Oseti, 515 000
- Paštunci (Afganci), 9900
- Poljaci, 72 000
- Povolški Nijemci, 588 000
- Romi, nekoliko skupina: Ghorbati, Nawari, itd.
- Rumunji, 4900
- Rusi, 114 216 000
- Rutuli, 30 000
- Selkupi (Ostjački Samojedi), 3900
- Slovaci, 600
- Sojoti, nepoznato
- Srbi, 3900
- Šori, 6200
- Španjolci, 2000
- Tabasarani, 130 000
- Tadžici, 120 000
- Talijani, 900
- Tališi, 2500
- Tatari, nekoliko skupina
  - Čulimski Tatari
  - Krimski Tatari
- Tati, 19 000
- Teleuti, 3000
- Tindi, 6500
- Tubalari, 1500
- Turci, 92 000
- Turkmeni, 33 000
- Tuvinci, od Todžani i Urjanhajci
- Udegejci, 2000
- Udini, 3700
- Ujguri, 3000
- Ukrajinci, 2 943 000
- Ulči, 3000
- Urumi, 97 000
- Uzbeci, 123 000
- Uzbekistanski Arapi, 11 000
- Vepsi, 7900
- Vijetnamci, 26 000
- Voguli (Mansi)
- Voti, 100
- Votjaki (Udmurti), 628 000
- Židovi, nekoliko skupina

Također vidjeti: Ethnic groups of Russia according to the 2002 Russian Census.

## Vanjske poveznice
- Russia